# Književna republika
Književna republika je bio časopis koji je pokrenuo i uređivao Miroslav Krleža. Izlazio je od 1923. do 1927. godine.

## Povijest
"Mesečnik za sve kulturne probleme", pokrenuo je 1923. Miroslav Krleža. Do 1927., kada se ugasila, izašla su 34 broja.

## Sadržaj
Uz Krležu koji je objavljivao polemičke spise, znatnu ulogu imao je i August Cesarec te drugi, mahom ljevičarski intelektualci. List je objavljivao i poeziju Dobriše Cesarića, Antuna Branka Šimića i drugih, te cjelovitu zbirku Z mojih bregov Frana Galovića.

## Naslovnica
Kao i Plamen i Hrvatski bog Mars, Hrvatsku rapsodiju i nebrojena druga Krležina izdanja, Književnu republiku grafički je opremio Ljubo Babić.
| „ | U vrhunce opusa Ljube Babića, jednoga od najistaknutijih intelektualaca prve polovice 20. stoljeća, svrstavaju se dva ekspresionistička rješenja, za kulturne časopise Plamen i Republika, koje je uređivao Miroslav Krleža. Dobro usklađenim, duboko promišljenim, tipografski razrađenim i funkcionalnim rješenjima Babić je uspostavio nove oblikovne kriterije te osuvremenio i unaprijedio grafički dizajn na našim prostorima. | ” |
|   | |   |